# 華潤石化
華潤石化（集團）有限公司，是華潤集團旗下華潤創業原附屬公司，是在1984年成立，當時主要經營香港和中國石油和化工業務。而原總裁為朱丹。
2007年，被中國石化收購股權合并。原因是華潤集團石油業務所貢獻盈利和規模很少，而且有中石油、中石化等競爭，因故華潤集團决定出售华润石化，以利集团专注于消費品、電力、建材、金融、地產、燃氣、醫藥等7大行業。

## 外部連結
- 中國石化 （页面存档备份，存于）